# جواو موريرا (لاعب كرة قدم، مواليد 1986)
جواو موريرا (بالبرتغالية: João Vítor Rocha de Carvalho Moreira‏) (7 فبراير 1986 بأمادورا في البرتغال - ) هو لاعب كرة قدم برتغالي في مركز الهجوم. شارك مع منتخب البرتغال تحت 20 سنة لكرة القدم ومنتخب البرتغال تحت 21 سنة لكرة القدم. أما مع النوادي، فقد لعب مع إستريلا دا أمادورا وبروناي دي بي إم إم ورايو فايكانو ونادي أوكلاند سيتي ونادي بيرا مار ونادي لاردة ونادي ليتشويس وناسيونال ماديرا وUD Almansa ‏ وفالنسيا ميستايا وReal Balompédica Linense ‏.

## وصلات خارجية
- جواو موريرا (لاعب كرة قدم) على موقع الاتحاد الدولي (مؤرشف)  (الإنجليزية)
- جواو موريرا (لاعب كرة قدم) على موقع قاعدة بيانات كرة القدم.إي يو (الإنجليزية)
- جواو موريرا (لاعب كرة قدم) على موقع Soccerway.com (الإنجليزية)
- جواو موريرا (لاعب كرة قدم) على موقع AS.com (الإسبانية)